# Bernhardsklinge
Die Bernhardsklinge ist eine etwa einen Kilometer lange Waldklinge in der Gemarkung des Stadtteils Neureut von Neuenstein und an dessen Rand zum Stadtgebiet von Niedernhall, die beide zum baden-württembergischen Hohenlohekreis gehören. Der sie südwestwärts durchfließende Bach mündet abwärts des Neureuter Weilers Neufels und nahe der Burgruine Altneufels von rechts in die untere Kupfer.

## Geographie

### Verlauf
Der Bach durch die Bernhardsklinge entspringt etwa 150 Meter nordöstlich der L 1044 von Niedernhall nach Neufels auf etwa 335 m ü. NHN am Nordwestrand des Waldes Etzweide zu einer langen Ackerinsel im Wald. Er fließt etwas geschlungen und durchweg etwa südwestwärts, anfangs am Waldrand. Nachdem er die Landesstraße unterquert hat, durchläuft er einen schon stark verlandeten, mit Schilfröhricht umstandenen Teich, der zuzeiten auch ganz trockenliegen kann.
Nach diesem und einer Feldwegquerung ist er zunächst etwa einen Meter breit, sein Bett etwa einen halben tief und der Bachgrund schlammig.  Dann beginnt er steiler bergab zu fließen, die Sohle wird steinig und zuweilen liegen größere Blöcke im und am Bach, der zuweilen über Felsplatten läuft, an deren Ende sich an kleinen Fällen Kalksinter ablagert. Der Talwald seiner nun tief eingeschnittenen Klinge zieht sich beidseits weit die Hänge hoch.
Am Klingenende tritt er in die Flussaue der Kupfer aus und knickt für seine letzten etwa hundert Meter nach Westen ab, er läuft nun parallel zu diesem vermutlich in einer Altwasserrinne des Flusses. Schließlich fließt er auf etwa 255 m ü. NHN von rechts in die Kupfer ein, die dort schon fast eine vollständige enge Linkskurve um einen schmalen Bergsporn auf der anderen Flussseite geschlagen hat. Etwa 150 Meter flussaufwärts mündet der Bach durch die Waschklinge bei Neufels, noch weniger weit westlich liegen auf einem rechten Bergsporn über dem Talgrund die Reste der Burgruine Altneufels, die schon zu Niedernhall gehört.
Der Bach aus der Bernhardsklinge mündet nach ca. 1,0 km langem Lauf mit mittlerem Sohlgefälle von rund 81 ‰ etwa 80 Höhenmeter unterhalb seiner Quelle am Rande des Waldackers. Er hat außer kurzen Hangquellgerinnen keine Zubringer, der Durchfluss kann zuweilen ganz aussetzen.

### Einzugsgebiet
Die Bernhardsklinge hat ein etwa 0,6 km² großes Einzugsgebiet und gehört zum Ohrnwaldriedel genannten Teil des Unterraums Westliche Kocher-Jagst-Ebenen des Naturraums der Kocher-Jagst-Ebenen. Der höchste Punkt liegt an der Nordostspitze auf einer etwa 356 m ü. NHN erreichenden Waldkuppe in der Oberen Etzweide.
Das Einzugsgebiet ist überwiegend bewaldet, doch liegt rechtsseits des Ober- und Mittellaufes ein bis 150 Meter breiter Ackerstreifen des Gewanns Bernhardsklinge und linksseits über der mittleren und unteren Klinge ein bis 100 Meter breiter Streifen aus Wiesen und Ackerland. Besiedlung gibt es nirgends. Ausgenommen von etwa 10 % der Gesamtfläche rechtsseits des Unterlaufs, die in einem Waldgebiet der Stadt Niedernhall liegen, gehört es ganz zur Stadtteilgemarkung Neureut von Neuenstein.
Reihum grenzen die Einzugsgebiete der folgenden Nachbargewässer an:
- Im Nordwesten verläuft der Bach durch die Schellenklinge etwa in selber Richtung zur Neureuter Mühle und mündet dort etwa anderthalb Kilometer abwärts ebenfalls in die Kupfer;
- im Nordosten grenzt auf kürzerem Wasserscheidenstück das Einzugsgebiet des Zimmerbachs an, der nochmals weiter abwärts die Kupfer speist;
- im Südosten fließt der Bach durch die Waschklinge wenig aufwärts nahe dem Weiler Neufels in die Kupfer ein.

## Geologie
Im weit überwiegenden Teil des Einzugsgebietes steht der Lettenkeuper (Erfurt-Formation) an. Der Bachgrund erreicht etwa mit dem letzten Laufdrittel den darunter liegenden Oberen Muschelkalk. Am nordöstlichen Rand des Einzugsgebietes streicht zangenartig eine überwiegend außerhalb liegende Lösssedimentinsel aus quartärer Ablagerung herein. Den Bachlauf begleitet von Anfang an ein holozänes Schwemmlandband, das im Lettenkeuper und am Übergang aus der Klinge ins Kupfertal etwas breiter ist als im Muschelkalk. Der Bach mündet im Auenlehmband um den Fluss Kupfer.

## Natur und Schutzgebiete
Der Weiher gleich unterhalb der Landesstraße mit seinem Umrand ist als Naturdenkmal des Namens Feuchtbiotop ausgewiesen. An dieser Straße tritt der Bach auch ins Landschaftsschutzgebiet Kupfertal ein, in dem der gesamte folgende Klingenlauf und der größte Teil der Hänge über ihm liegen.

### LUBW
Amtliche Online-Gewässerkarte mit passendem Ausschnitt und den hier benutzten Layern: Bachlauf durch die Bernhardsklinge und deren Einzugsgebiet

Allgemeiner Einstieg ohne Voreinstellungen und Layer: Daten- und Kartendienst der Landesanstalt für Umwelt Baden-Württemberg (LUBW) (Hinweise)
1. 1 2 3  Höhe nach dem Höhenlinienbild auf dem Hintergrundlayer Topographische Karte.
2. ↑  Länge nach dem Layer Gewässernetz (AWGN), korrigiert um die größere Länge des flussparallelen Mündungslaufstücks in der Altwasserrinne der Kupfer nach Abmessung auf dem Hintergrundlayer Topographische Karte. (Der auf der Gewässerkarte eingezeichnete, dort falsche Polgonzug läuft kürzer und in senkrechtem Winkel zur Kupfer.)
3. ↑  Einzugsgebiet abgemessen auf dem Hintergrundlayer Topographische Karte.
4. ↑  Natur teilweise nach dem Layer Geschützte Biotope.
5. ↑  Schutzgebiete nach den einschlägigen Layern.

### Andere Belege
1. ↑  Wolf-Dieter Sick: Geographische Landesaufnahme: Die naturräumlichen Einheiten auf Blatt 162 Rothenburg o. d. Tauber. Bundesanstalt für Landeskunde, Bad Godesberg 1962. → Online-Karte (PDF; 4,7 MB)
2. ↑  Geologie nach den Layern zu Geologische Karte 1:50.000 auf: Mapserver des Landesamtes für Geologie, Rohstoffe und Bergbau (LGRB) (Hinweise)